# الهزيز (مذيخرة)

تعديل مصدري - تعديل

الهزيز محلة تابعة لقرية راوات، التابعة لعزلة الاشعوب بمديرية مذيخرة إحدى مديريات محافظة إب في الجمهورية اليمنية، بلغ تعداد سكانها 178 حسب تعداد اليمن لعام 2004.